# Nasdaq-100
Nasdaq-100 је амерички берзански индекс. Индекс укључује 100 највећих компанија по питању капитализације, чијим се акцијама тргује на NASDAQ-берзи. Индекс не укључује компаније финансијског сектора.
Предузећа која више не испуњавају правила о котирању Nasdaq 100 мењају се нове компаније једном годишње у трећој недељи децембра.

## Историја
Историја индекса почиње 1985.године, када су истовремено уведена 2 нова индекса: NASDAQ-100 и NASDAQ Financial-100. У први индекс су укључене индустријске високотехнолошке компаније, а у други финансијске. База индекса је у почетку била 250 поена.
Године 1998. стране компаније су примљене у индекс. У почетку су захтеви за њих били строги, али су ублажени 2002.
Историјски максимум изнад 4.700 поена je достигао индекс 2000.године на таласу доткома.
Од 2021. године 57 одсто NASDAQ 100 су технолошке компаније. Следећи највећи сектор индустрије су потрошачке услуге са 21,99 одсто. Здравство чини 7,08% одсто NASDAQ 100, компаније за робу широке потрошње 6,14 одсто NASDAQ 100, а индустријска предузећа 5,92 одсто.

## Трговани инструменти базирани на NASDAQ-100
На берзи НАСДАК под ознаком ККК тргује се фонд чија је структура слична индексу НАСДАК-100 и са великом тачношћу понавља његову динамику.

## Разлике од NASDAQ Composite индекса
Nasdaq Composite Индекс укључује акције свих компанија котираних на NASDAQ-берзи (укупно више од 3.000).

## Промене у 2021.
21. јула Honeywell је заменио Alexion Pharmaceuticals након куповине AstraZeneca. Дана 26. августа, Crowdstrike ће заменити Maxim Integrated Products, који купује Analog Devices.